# Woodbridge (Suffolk)
Woodbridge je město v hrabství Suffolk na východě Anglie ve Spojeném království. Leží na řece Deben a prochází jím železnice na trase z Ipswiche do Lowestoftu. Podle sčítání obyvatel v roce 2011 v něm žilo 7749 lidí. Při archeologických průzkumech bylo zjištěno, že oblast byla obydlena již v neolitu. Jeho partnerským sídlem je francouzská obec Mussidan. Ve městě se narodil například hudebník Brian Eno, který si zde později rovněž postavil vlastní nahrávací studio. Mezi další rodáky patří botanik Herbert Kenneth Airy Shaw a biolog Norman Heatley.